# Erythrococca trichogyne
Erythrococca trichogyne är en törelväxtart som först beskrevs av Johannes Müller Argoviensis, och fick sitt nu gällande namn av David Prain. Erythrococca trichogyne ingår i släktet Erythrococca och familjen törelväxter.

## Underarter
Arten delas in i följande underarter:
- E. t. psilogyne
- E. t. trichogyne